# Ernst Tillich (Pädagoge, 1809)
Ernst Ludwig Wilhelm Tillich (* 20. Februar 1809 in Dessau, Anhalt-Dessau; † 30. September 1852 in Frankfurt a. d. Oder) war ein deutscher Pädagoge und Lausitzer Landeshistoriker.

## Leben
Ernst war der Sohn des Kaufmanns und Hoboisten beim herzöglichen Jäger-Corps Gottlieb Samuel Tillich. Die Familie zog 1815 in die Nähe von Lieberose in der Niederlausitz. Von 1820 bis 1826 besuchte Tillich den Gymnasialkurs in Guben und schloss als Jahrgangsbester ab. Von 1826 bis 1829 studierte er in Leipzig Philosophie und promovierte. Im Frühjahr 1829 nahm er eine Hauslehrerstelle in Mitau in Kurland (Lettland) an. Am 31. Mai 1833 bestand er in Berlin die Beamtenprüfung und wurde Lehrer an der höheren Bürgerschule in Frankfurt (Oder). 1837 wurde Ernst Tillich Oberlehrer an der neugegründeten höheren Bürgerschule in Görlitz.
Als Mitglied und schließlich Sekretär der Oberlausitzischen Gesellschaft der Wissenschaften, zudem in den Jahren 1846 bis 1847 als Herausgeber der Bände 23 bis 24 des Neuen Lausitzischer Magazins nahm er regen Anteil an der Landeserforschung des Lausitz. Ab dem Jahr 1845 war er auch korrespondierendes Mitglied der Gesellschaft für Geschichte und Altertumskunde der Ostseeprovinzen Russlands.
Tillich war weiterhin Mitglied der Naturforschenden Gesellschaft und des Gewerbevereins in Görlitz, korrespondierendes Mitglied der Kurländischen Gesellschaft für Literatur und Kunst in Mitau sowie der Schlesischen Gesellschaft für vaterländische Kultur in Breslau.
1850 musste er auf Grund einer psychischen Erkrankung das Lehramt aufgeben. Tillich wurde 1852 pensioniert. Er starb während des Umzugs nach Königsberg in der Neumark in Frankfurt (Oder). Aus seiner 1834 geschlossenen Ehe mit Mathilde Concordia Emilie geb. Glokke sind neun Kinder hervorgegangen.

## Schriften
- Ueber Lamennais und seine Schriften. In: Neues lausitzisches Magazin, Band 17, Görlitz 1839
- Über die Statistik der menschlichen Lebensdauer. In: Neues lausitzisches Magazin, Band 23, Görlitz 1846